# In Battle There Is No Law
In Battle There Is No Law är Bolt Throwers debutalbum och släpptes 1988 på Vinyl Solution och gavs ut på nytt 1992 och 2005.

## Låtlista
1. In Battle there Is No Law – 5:01
2. Challenge for Power – 3:34
3. Forgotten Existence – 3:45
4. Denial of Destiny – 2:30
5. Blind to Defeat – 2:211
6. Concession of Pain – 2:58
7. Attack in the Aftermatch – 3:11
8. Psychological Warfare – 3:31
9. Nuclear Annihilation – 3:30

1 - CD Bonus låt
Total Längd: 30:21